# Heraldikai pajzs
A heraldikai pajzsok vagy képzelt pajzsok a hanyatló heraldika korában kialakult pajzsformák, melyeket már nem használtak a csatatéren és a lovagi tornákon sem. Erre nem is lettek volna alkalmasak, mert az alakjuk ezt nem tette volna lehetővé. 
A heraldikai pajzsok elsősorban dekoratív funkciót kaptak, bár nem mindig ízlésesek, csak a címerviselő személyének reprezentálását voltak hivatva kifejezni. A 15. századig a tornákon és a csatatéren használt pajzsformákat hadi pajzsoknak nevezzük. Ezeket a címertanban a hanyatló heraldika korában is tovább alkalmazták a címereken.